# 單懋謙
單懋謙（1802年—1879年），字仲亨，號地山，湖北襄陽縣（今襄阳市）人，晚清政治人物，歷仕道光、咸豐、同治、光緒四朝，官至吏部尚書文淵閣大學士。
道光十二年（1832年）壬辰恩科進士，殿試名列二甲第六名，授翰林院庶吉士，散館授編修。道光二十年（1840年），督廣東學政，歷翰林院侍讀、庶子。因病歸里，遇父喪丁忧守制。服闋，請終母養。期間在襄陽鹿門書院講課，擢拔英才。咸豐三年（1854年），於襄陽辦團練，拒太平軍。咸豐六年（1856年）回京，補原官。咸豐七年（1857年），督江西學政，歷侍讀學士、少詹事、內閣學士、工部侍郎，均留學政任。
同治二年（1863年），調吏部，擢左都御史。同治三年（1864年），偕大學士瑞常等進講《治平寶鑑》，授工部尚書。同治七年，調吏部。同治十年，管國子監事務。同治十一年（1872年）以吏部尚書拜文淵閣大學士。光緒五年（1879年）卒，贈太子太保，諡文恪。單精詩詞，工書法，有《峴雲山房遺稿》存世。《清史稿》有传。

## 延伸阅读
[在维基数据编辑]
 《清史稿·卷390》，出自趙爾巽《清史稿》